# カール・アクセル・マグヌス・リンドマン

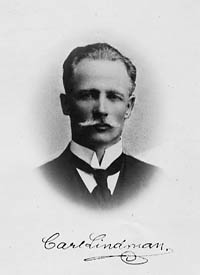
Carl Lindman

カール・アクセル・マグヌス・リンドマン（Carl Axel Magnus Lindman、1856年4月6日 - 1928年6月21日）はスウェーデンの植物学者、植物画家である。1901年から1905年の間に刊行された『北欧の植物図』（"Bilder ur Nordens Flora" ）の著者である。
ハルムスタッドで生まれた。幼い時に父親が死に、1864年にベグショーに移った。1874年にウプサラ大学に入学し、植物学と動物学を学んだ。1884年にウプサラ大学の准教授となった。1887年からスウェーデン自然史博物館の標本管理を行うRegnellian Amanuensisの仕事を始め、ベルギアンスカ植物園（Bergianska trädgården）の助手も務め、ラテン語学校（Högre Latinläroverket）の自然史と物理学の講師も務めた。1892年に、ブラジル在住の医師、アンデシュ・フレドリク・レグネルが提供した研究奨学金を授与され、グスタフ・マルメ（Gustaf Malme）とともにブラジルとパラグアイへの探検調査を行った。帰国後、講師の職を再開し、1896年から1900年の間、皇太子の教師を務めた。この間、『北欧の植物図』の執筆を行った。1905年にスウェーデン自然史博物館の植物学の教授となり、1923年までその職を続けた。1913年にスウェーデン科学アカデミーの会員にえらばれた。
パイナップル科の属名、Lindmaniaに献名されている。

## 著書の画像

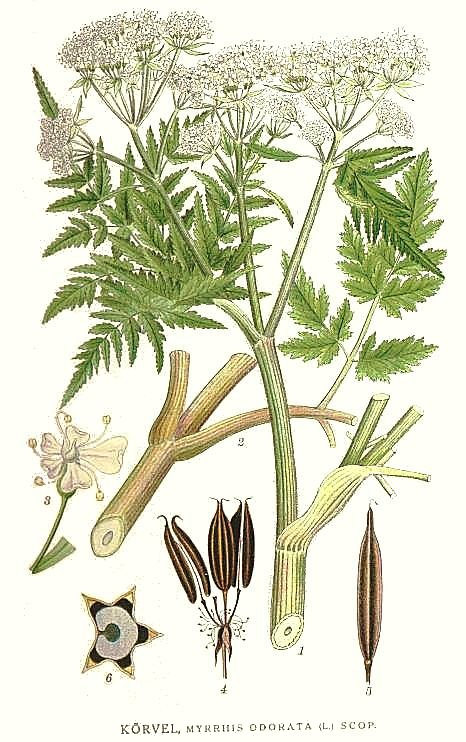
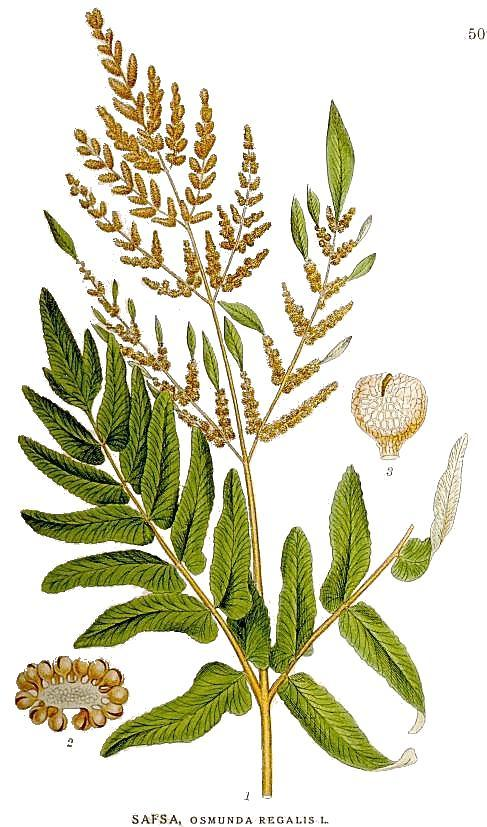
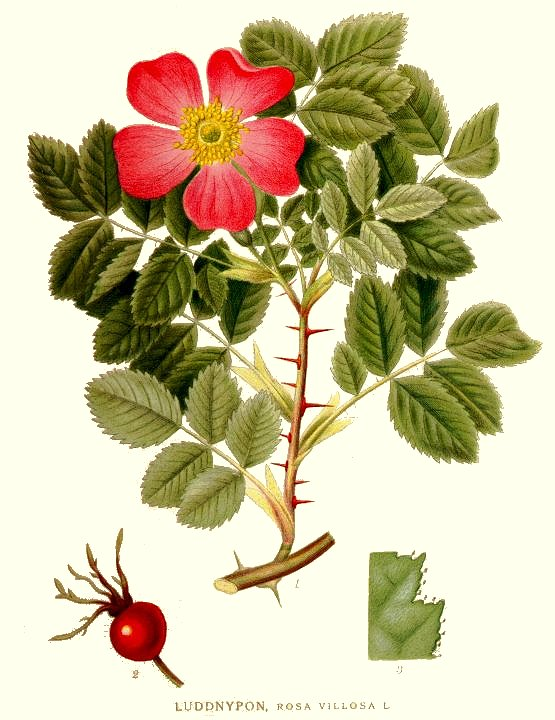
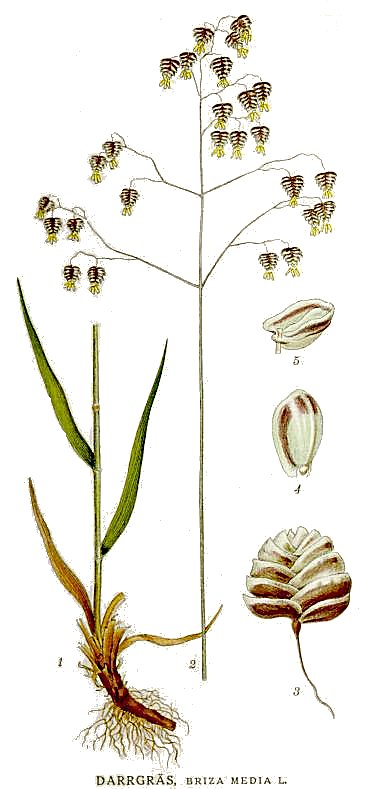